# Luise Bähr
Marie Luise Bähr (Francoforte sul Meno, 23 giugno 1979) è un'attrice tedesca attiva principalmente in campo televisivo.
Tra cinema e - soprattutto - televisione, ha partecipato a una settantina di differenti produzioni, a partire dalla fine degli anni novanta.Tra i suoi ruoli più noti, figurano, tra l'altro, quelli nelle fiction Mallorca - Suche nach dem Paradies, Il medico di campagna (Der Landarzt), Hanna - Folge deinem Herzen, Die Bergretter, ecc., oltre che in alcuni film TV del ciclo "Rosamunde Pilcher".

## Biografia
Marie Luise Bähr nasce a Francoforte sul Meno, nell'allora Germania Ovest, il 23 giugno 1979.
Dal 1999 al 2001, è nel cast della serie televisiva Mallorca - Suche nach dem Paradies, dove interpreta il ruolo di Carina Stein.
Nel 2004, è protagonista, nel ruolo di Roberta, del film TV del ciclo "Rosamunde Pilcher", Traum eines Sommers. Sempre il ciclo "Rosamunde Pilcher" la vede protagonista, quattro anni dopo, del film TV Herzen im Wind, dove interpreta il ruolo di Sophie of Winterston.
In seguito, nel 2009, è protagonista, nel ruolo della regina Luisa di Meclemburgo-Strelitz, del film TV-documentario Luise - Königin der Herzen. L'anno seguente, è invece protagonista, nel ruolo di Hanna Sommer, della soap opera Hanna - Folge deinem Herzen, il seguito di Alisa - Segui il tuo cuore.
Nel 2014, entra a far parte del cast principale della serie televisiva Die Bergretter, dove interpreta il ruolo di Katharina Strasser.

## Filmografia parziale

### Cinema
- Platonische Liebe - cortometraggio, regia di Philipp Kadelbach (1999)
- Isn't she lovely - cortometraggio (2000)
- Birth:day - cortometraggio (2001)
- Von wegen!, regia di Norbert Keil (2005)
- Die Schatzinsel, regia di Hansjörg Thurn (2007)
- Il Barone Rosso (Der rote Baron), regia di Nikolai Müllerschön (2008)
- Die Superbullen - Sie kennen keine Gnade, regia di Gernot Roll (2011)
- What a Man, regia di Matthias Schweighöfer (2011)
- Extinction: The G.M.O. Chronicles, regia di Niki Drozdowski (2011)

### Televisione
- Das Callgirl - film TV (1999)
- Stadtklinik - serie TV, episodio 12x02 (1999)
- Mallorca - Suche nach dem Paradies - serie TV, 199 episodi (1999-2000)
- Marienhof - soap opera, 7 episodi (2000-2001)
- L'isola della vendetta - film TV, regia di Robert Sigl (2001)
- Sommer und Bolten: Gute Ärzte, keine Engel - serie TV, episodio 01x12 (2001)
- Il medico di campagna - serie TV, 87 episodi (2001-2009)
- Nesthocker - Familie zu verschenken - serie TV, 4 episodi (2002)
- Dr. Sommerfeld - Neues vom Bülowbogen - serie TV, episodio 05x20 (2002)
- Squadra Speciale Colonia - serie TV, episodi 01x07-05x16 (2003-2009)
- Rosamunde Pilcher - Traum eines Sommers, regia di Gabriele Kister - film TV (2004)
- M.E.T.R.O. - Ein Team auf Leben und Tod - serie TV, 6 episodi (2006)
- La nave dei sogni - Viaggio di nozze (Kreuzfahrt ins Glück)- serie TV, episodi 01x01-05x02 (2007-2011)
- Rosamunde Pilcher - Herzen im Wind - film TV, regia di Karl Kases (2008)
- Il nostro amico Charly (Unser Charly) - serie TV, episodio 14x12 (2009)
- Von ganzem Herzen - film TV, regia di Berno Kürten (2009)
- Luise - Königin der Herzen - film TV, regia di Georg Schiemann (2009)
- Guardia costiera (Küstenwache) - serie TV - episodio 13x21 (2010)
- Rosamunde Pilicher - Lords lügen nicht - film TV, regia di Hans-Jürgen Tögel (2010)
- Hanna - Folge deinem Herzen, soap opera, 130 episodi (2010)
- Geschichten aus den Bergen - serie TV, episodio 01x05 (2011)
- Non è mai troppo tardi (Emilie Richards - Entscheidung des Herzens) - film TV, regia di John Delbridge (2011)
- Katie Fforde - L'angelo del faro - film TV (2012)
- La nave dei sogni (Das Traumschiff) - serie TV, episodio 01x61 (2013)
- Squadra Speciale Stoccarda (SOKO Stuttgart) - serie TV, episodi 04x17-09x11 (2013-2017)
- Die Bergretter - serie TV, 30 episodi (2014-...)
- Bettys Diagnose - serie TV, episodio 04x13 (2017)
- Il commissario Heldt (Heldt) - serie TV, episodio 05x03 (2017)
- You Are Wanted - serie TV, 6 episodi (2018)
- SOKO Hamburg - serie TV, episodio 02x06 (2019)